# Uzekwe
L'uzekwe és una llengua que es parla al sud-est de Nigèria, a la LGA d'Ogoja, a l'estat de Cross River.
L'uzekwe és una llengua del grup lingüístic de les llengües koring-kukele, que formen part de la família lingüística de les llengües de l'alt Cross. Les altres llengües d'aquest grup lingüístic són el kukele i l'oring.

## Ús
L'uzekwe és una llengua que gaudeix d'un ús vigorós (6a); tot i que no està estandarditzada, és utilitzada per a gent de totes les edats i generacions. Segons l'ethnologue el 1973 hi havia 5000 parlants d'uzekwe.

## Població i religió
El 70% dels 13.000 uzekwes són cristians; d'aquests, el 40% pertanyen a esglésies cristianes independents, el 35% són catòlics i el 25% són protestants. El 30% dels uzekwes restants creuen en religions tradicionals africanes.